# Brego
Brego (traducido como ‘gobernador’, ‘señor’, ‘príncipe’ o ‘rey’ del anglosajón) es un personaje ficticio que pertenece al legendarium creado por el escritor británico J. R. R. Tolkien y cuya historia es narrada en los apéndices de la novela El Señor de los Anillos. Es un rohir, hijo de Eorl el Joven y segundo soberano del reino de Rohan.

## Historia
Nació en el año 2512 de la Tercera Edad del Sol y tuvo tres hijos: Baldor, Aldor y Éofor. Su padre Eorl falleció en combate contra los orcos y los hombres del este en El Páramo, en el 2545 T. E., pero Brego logró expulsarles del territorio.
En algún momento de su reinado Brego trasladó la corte de Aldburg, en el Folde Este, a Edoras y dejó la primera como sede de uno de los Mariscales de la Marca, su hijo Éofor. Los dunlendinos fueron expulsados de nuevo más allá del río Isen y se estableció una defensa en sus vados.
En el 2569 T. E. Brego finalizó la construcción del castillo de Meduseld en Édoras. Al año siguiente y durante la fiesta de inauguración, su hijo Baldor, prometió que recorrería los Senderos de los Muertos y nunca regresó. Brego murió de pena poco después por la pérdida de su hijo y fue sucedido por su hijo Aldor, a quien apodaron el Viejo debido al largo tiempo que ocupó el trono.

## Creación
El personaje de Brego fue creado en los últimos años de la década de 1940, cuando J. R. R. Tolkien interrumpió la composición del capítulo «La última deliberación» de El Señor de los Anillos para crear una lista de los reyes de Rohan. A principios de la década de 1950 comenzó a escribir la historia de la casa de Eorl para los apéndices de la novela y ya en la primera versión aparece la historia de Brego tal y como sería en la versión publicada.

## Adaptaciones
En la trilogía cinematográfica de El Señor de los Anillos realizada por el director neozelandés Peter Jackson, el personaje de Aragorn (interpretado por Viggo Mortensen) cabalga en algunas partes a lomos de un caballo llamado Brego, aparentemente en honor del antiguo rey, ya que en su primer encuentro el dúnadan le dice que tiene nombre de rey. Este caballo pertenecía a Théodred, el único hijo del rey Théoden, quien muere a causa de las heridas recibidas durante la primera batalla de los Vados del Isen.